# イオンモール千葉ニュータウン
イオンモール千葉ニュータウン（イオンモールちばニュータウン ÆON MALL CHIBA NEWTOWN）は、千葉県印西市中央北三丁目に所在するイオンモール株式会社運営のモール型ショッピングセンターである。

## 概要
2000年（平成12年）9月30日に総合スーパー「ジャスコ千葉ニュータウン店」が開業したのが始まりである。
2006年（平成18年）4月21日に隣接地に大規模な増床を行い、「イオン千葉ニュータウンショッピングセンター」として新装開業した。
その後2007年（平成19年）9月22日に「イオンモール千葉ニュータウン」に改称し、11月23にエンジョイライフ棟が新装開業した。

## 沿革
- 2000年（平成12年）9月30日 - ジャスコ千葉ニュータウン店（現 イオン千葉ニュータウン店）開業。
- 2006年（平成18年）
  - 3月26日 - 「イオンふるさとの森づくり」植樹祭を開催。苗木約3,000本を植樹。
  - 4月21日 - 西側隣接地に大規模な増床を実施し、イオン千葉ニュータウンショッピングセンターとして開業。[7]
- 2007年（平成19年）
  - 9月22日 - ダイヤモンドシティ合併に伴い、「イオンモール千葉ニュータウン」に改称。
  - 11月23日 - 南側隣接地にエンジョイライフ棟の増床を実施し、リニューアルオープン。[8]
- 2011年（平成23年）3月1日 - イオングループ総合スーパーの店名統一に伴い、核店舗の名称を「イオン千葉ニュータウン店」に変更。[9]
- 2013年（平成25年）7月1日 - シネマコンプレックスの「ワーナー・マイカル・シネマズ」の運営会社 ワーナー・マイカルが、イオンシネマズと合併してイオンエンターテイメントとなるのに伴い、名称を「イオンシネマ」に変更。[10]
- 2015年（平成27年）10月9日 - 専門店69店と館内施設等の刷新を行い、リニューアルオープン。[11]

## 主なテナント
核店舗は、イオン(旧ジャスコ)千葉ニュータウン店である（2006年以前は単独店舗だったためその名残で棟として独立している）。イオン千葉ニュータウン店と少々の専門店が入居するイオン棟、ノジマ・未来屋書店など飲食店を含めた専門店が入るモール棟、イオンシネマ(旧ワーナー・マイカル・シネマズ)や朝日スポーツクラブが入居するシネマ・スポーツ棟、ドン・キホーテやダイソーが入居するエンジョイライフ棟の計4棟で構成され、2012年7月時点での専門店数は185店。
出店している専門店全店の一覧・詳細情報は公式サイト「ショップリスト」を参照。
営業時間はテナント毎に異なり、最長は9:00～24:00。詳細情報は公式サイト「営業時間・サービス案内」を参照。
2022年より、駐車場にてほくそう春まつりを開催している。

## 建物概要
- 建物構造
  - イオン棟 鉄骨造地下1階地上5階建一部塔屋
  - モール棟 鉄骨造地下1階地上4階建一部塔屋
  - シネマ・スポーツ棟 鉄骨造地上4階建一部塔屋
- 建築設計・施工 株式会社竹中工務店
- ディベロッパー投資額 140億円（イオンモール投資額）

ハートビル法認定店舗。

## 交通アクセス
北総線・京成成田空港線　千葉ニュータウン中央駅より徒歩約5分